# Lợn tai đỏ
Lợn tai đỏ (Red Wattle hog) là một giống lợn nhà có nguồn gốc ở Hoa Kỳ. Nó được đặt tên theo cơ thể thuần một màu đỏ của nó và các loại tích hay dái tai đặc biệt chỉ có ở giống này và hiện nay, lợn tai đỏ được xếp nằm trong danh sách giống hiếm và có nguy cơ bị đe doạ của Tổ chức bảo vệ giống vật nuôi Hoa Kỳ (ALBC).

## Đặc điểm
Lợn tai đỏ được đặc trưng bởi lớp lông và da màu đỏ đặc trưng của chúng và một cái dáy tai hay tích (wattles) thật đặc biệt. Đây là một giống lợn cỡ lớn. Chúng nặng khoảng 600-800 pounds (270–360 kg). Những cá thể lớn có thể đạt được trọng lượng cân nặng lên đến 1.200 pounds (540 kg), giống lợn này cao 4 feet (120 cm) và dài 8 feet (240 cm). Chúng khá mắn đẻ, trong mùa sinh sản, lợn nái thường đẻ từ 10-15 con lợn con/lứa. Chúng sinh trưởng nhanh, ăn cỏ tốt, khoẻ mạnh, chịu thời tiết nóng nhẹ và kháng bệnh, chống chịu bệnh tật tốt. Chúng phù hợp để quản lý rộng rãi, chăn thả trang trại trên diện rộng.

## Lịch sử
Lịch sử của con lợn tai đỏ này không rõ ràng. Giống vật nuôi hiện đại này bắt nguồn từ những giống động vật được tìm thấy ở Đông Texas vào cuối những năm 1960 và đầu những năm 1970 bởi ông H. C. Wengler, người đã lai tạo hai con lợn nái màu đỏ với con lợn Duroc để bắt đầu dòng "Wengler Red Waddle". Các động vật khác đã được tìm thấy, cũng ở Đông Texas, khoảng 20 năm sau đó bởi Robert Prentice, và trở thành dòng Timberline của Red Wattles.
Ông Prentice cũng được lai tạp giao với Timberlines của mình với dòng lợn của Wengler để hình thành dòng lợn này. Trong những năm 1980, ba cơ sở đăng ký giống được duy trì, nhưng không có hiệp hội giống ở trung tâm. Năm 1999, Tổ chức Bảo tồn Rau Thú Mỹ chỉ tìm thấy 42 con vật nuôi thuộc sáu nhà lai tạo. Hiệp hội Chăn nuôi lợn đỏ đã được bắt đầu được thành lập, từ tháng 9 năm 2012 đã duy trì cuốn sách phả hệ cho giống này. Lợn Red Wattle được liệt kê bởi Slow Food USA trong Ark of Taste.